# Björneborgs bomullsfabrik
Björneborgs bomullsfabrik (finska: Porin Puuvilla Oy var ett textilföretag i Björneborg. Bolaget grundades 1898 som Björneborgs Bomullmanufaktur Ab och bytte efter en konkurs namn till A.B. Björneborgs Bomull-Porin Puuvilla Oy och efter ytterligare konkurs till Oy Porin Puuvilla-Björneborgs Bomull Ab. Från 1920-talet och framåt användes namnet på finska Porin Puuvilla Oy. Bolaget hade under 1950-talet 3.000 anställda. 
Fabriksbyggnaden uppfördes 1956. År 1974 slogs företaget samman med Finlayson. År 1981 förstördes väveriet vid en stor fabriksbrand. All verksamhet i Björneborg upphörde 1994. 
Fabriksbyggnaden i stadsdelen Storsand vid Kumo älv ritades av August Krook och uppfördes 1898–1902. Den används idag bland annat som lokaler för Björneborgs universitetscenter.

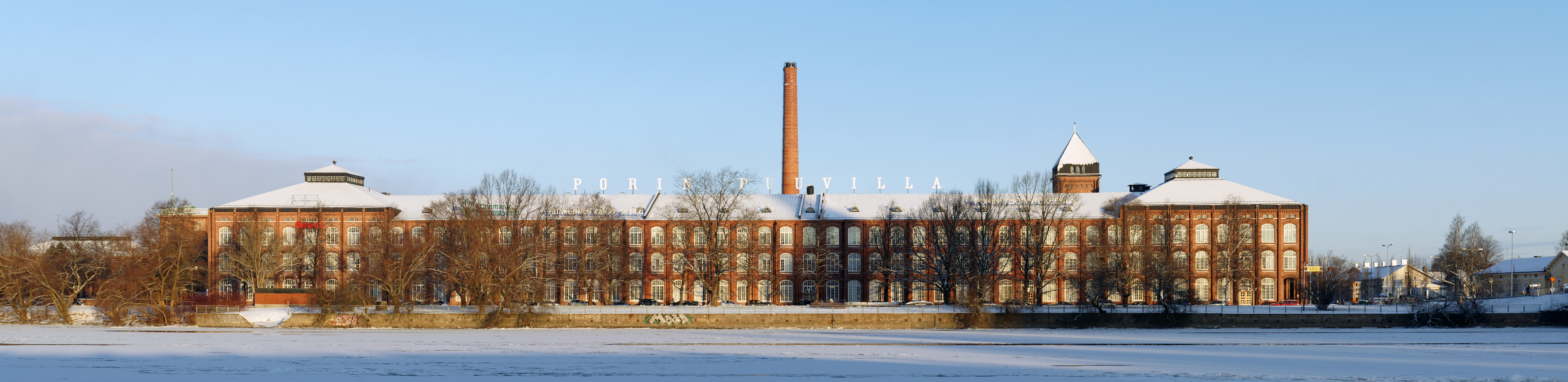
Björneborgs bomullsfabrik